# Дюмон де Курсе, Жорж Луи Мари
Жорж Луи Мари́ Дюмо́н де Курсе́ (фр. Georges Louis Marie Dumont de Courset; 1746—1824) — французский агроном.

## Биография
Жорж Луи Мари Дюмон де Курсе родился 16 ноября 1746 года в имении Курсе в Булонь-сюр-Мер. Учился в Париже, с 1764 года служил вторым лейтенантом во французской армии.
Вскоре Жорж Луи бросил военную карьеру, в 1775 году женился и стал заниматься ботаникой. В своём имении Дюмон де Курсе создал обширный сад, ставший известным видовым разнообразием растений. При поддержке таких учёных, как Андре Туэн, Дюмон стал членом-корреспондентом Французской академии агрономии.
В 1802—1805 вышла пятитомная книга по ботанике Дюмона де Курсе Le botaniste cultivateur. В 1811 году она была полностью переработана и переиздана, в ней Жорж Луи описал около 8700 видов растений.
Жорж Луи Дюмон де Курсе умер 3 ноября 1824 года.

## Некоторые научные работы
- Dumont de Courset, G.L.M. (1802—1805). Le botaniste cultivateur. 5 vols.

## Роды растений, названные в честь Ж. Л. М. Дюмона де Курсе
- Coursetia DC., 1825